# Whispers (canção)
"Whispers" é uma canção do cantor-compositor britânico Passenger (cantor), gravada para o seu quinto álbum de estúdio Whispers. Foi escrita e produzida por Mike Rosenberg com o auxílio de Chris Valejo na produção.

## Desempenho nas tabelas musicais

### Posições
| Parada (2014)                       | Melhor posição |
| ----------------------------------- | -------------- |
| Canadá - Billboard Canadian Hot 100 | 49             |
| Croácia - Airplay Radio Chart       | 75             |
| Reino Unido - UK Singles Chart      | 70             |
| Nova Zelândia - Recorded Music NZ   | 17             |